# Good Monsters
Good Monsters è un album in studio del gruppo musicale statunitense Jars of Clay, pubblicato nel 2006.

## Tracce
1. Work – 3:53
2. Dead Man (Carry Me) – 3:20
3. All My Tears – 3:45
4. Even Angels Cry – 4:22
5. There Is a River – 3:51
6. Good Monsters – 4:05
7. Oh My God – 6:06
8. Surprise – 3:50
9. Take Me Higher – 4:40
10. Mirrors & Smoke – 3:58
11. Light Gives Heat – 4:42
12. Water Under The Bridge – 3:58